# Isoscelipteron leveri
Isoscelipteron leveri là một loài côn trùng trong họ Berothidae thuộc bộ Neuroptera. Loài này được Kimmins miêu tả năm 1951.